# Bert van de Kamp

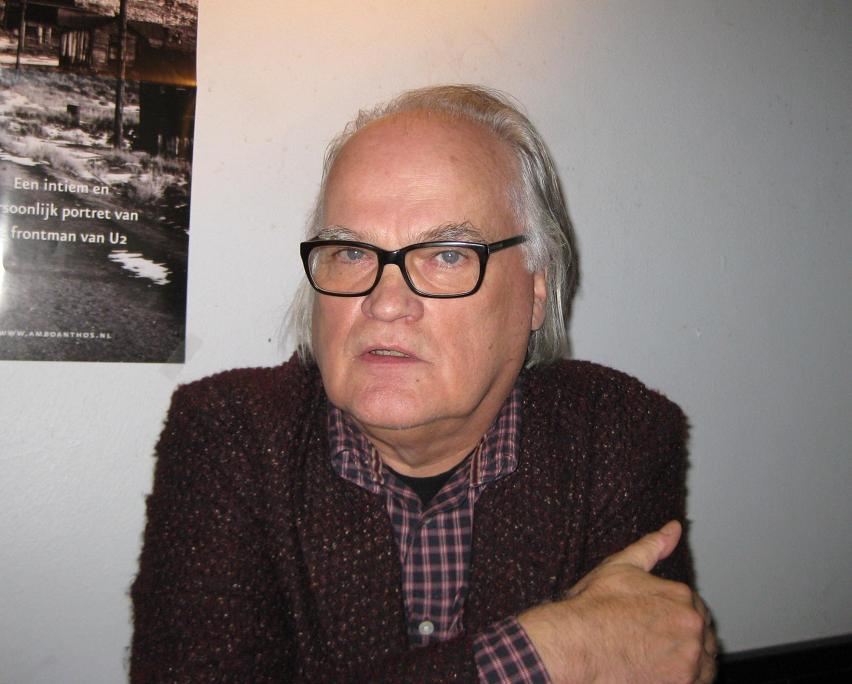
Bert van de Kamp

Bert van de Kamp (Rotterdam, 8 maart 1947 – Utrecht, 9 april 2020) was een Nederlandse journalist, bekend geworden door zijn interviews met popsterren in Muziekkrant OOR.

## Loopbaan
In het najaar van 1972 won Van de Kamp de prijsvraag: Wordt Popjournalist en Vlieg naar Londen!, wat resulteerde in zijn eerste verhaal: een interview met John Entwistle van The Who.
Van 1973 tot 1977 werkte hij als redacteur voor Muziekkrant OOR. Hij schreef over een breed muziekgebied; van hardrock tot singer-songwriters. Over grote namen (Bob Dylan, Lou Reed, David Bowie, U2, e.a.) en kleine (Van der Graaf Generator, Dead Moon, Townes Van Zandt e.a.)
Van 1977 tot 1980 was hij correspondent in Londen voor Muziekkrant OOR en het radio- en televisieblad Studio van de KRO.
Van 1980 tot 2002 was hij wederom redacteur voor Muziekkrant OOR, waarvan de laatste zes jaar als redacteur Internet. In de loop der jaren verleende Van de Kamp als redacteur medewerking aan de programma's Rockdreams van de KRO en  Heartlands, La Stampa en Villa 65 van de VPRO. Bert van de Kamp won in 1995 de eerste Pop Pers Prijs.
Van 2002 tot 2020 was hij werkzaam als freelance journalist en docent Popgeschiedenis aan de HKU te Utrecht en de ArtEZ Popacademie te Enschede. In 2004, 2006 en 2008 maakte Van de Kamp deel uit van de jury van de Jip Golsteijn Journalistiekprijs. Van 2003 tot 2008 was hij juryvoorzitter van het "Dicht-Slam-Rap" gebeuren te Boxtel.
Bert van de Kamp overleed in 2020 op 73-jarige leeftijd.

## Publicaties
- Medewerker en eindredacteur (editie 13) van OOR's Eerste Nederlandse Pop-encyclopedie (edities 1 t/m 15)
- "Gregg Allman", "Leonard Cohen", "Randy Newman", "Uriah Heep", "Elton John" en "Pink Floyd" in De Zaak Oor: Dossier van een muziekkrant  (Keihard & Swingend, 1976) + samenstelling.
- "De Maan Is De Oude Niet Meer" in: Songs In The Key Of Life, onder redactie van Constant Meijers en Boudewijn Büch (Jongerenmedia, 1980)
- "Pinkpop en de Popfestivals" en "Pinkpop en de Media" in: Pinkpop 25, Speciaal Jubileumboek (Bonaventura, 1994)
- "My Beck Pages" in: Een Alledaagse Passie, 20 Essays Over Popmuziek, onder redactie van René Boomkens en René Gabriëls (De Balie, 1996)
- "Colonel Tom Parker: In de Schaduw van de Koning" in: Over Helden, Schurken en Hadewijch, Het geheugen van een Stad Deel I Literatuur (PPers, 2002)
- "En zij noemden hem Bono", interviews met Bono van 1982 tot heden. (Uitgeverij Ambo/Anthos, 2010)
- "ABC Dylan" een naslagwerk met feiten, weetjes en lijstjes voor liefhebbers en fans van Bob Dylan (Uitgeverij Ambo/Anthos, 2011)
- "C'mon Everybody!", een geschiedenis van de popmuziek. (Brave New Books, 2015)
- "Kampvuur", de B-kant van de pophistorie. Een bloemlezing uit zijn beste verhalen. (Brave New Books, 2016)

## Vertaling
- Rock! Sociologie van een Nieuwe Muziekcultuur (Elsevier, 1984). Oorspronkelijke titel: Sound Effects, the Sociology of Rock door Simon Frith.

## Tentoonstelling
Een overzicht van zijn werk met originele interviewfragmenten, OOR-memorabilia en exclusieve foto's is in de Spiegelzaal van het Willem Twee Poppodium te zien van 18-11-2021 tot en met 02-01-2022.